# Vương tộc Valois
Vương tộc Valois (UK: /ˈvælwɑː/ VAL-wah, also US: /vælˈwɑː, vɑːlˈwɑː/ va(h)l-WAH, tiếng Pháp: [valwa]) là một nhánh phụ của triều đại Capet. Vương tộc này kế vị Vương tộc Capet (hay "Nhánh chính Capet") lên ngai vàng Pháp, và là hoàng tộc hoàng gia của Pháp từ năm 1328 đến năm 1589. Các thành viên phụ của hoàng tộc Capet đã thành lập các nhánh phụ ở những xứ Orléans, Anjouin, Bourgogne và Alençon.
Triều đại của Valois là hậu duệ của Charles, Bá tước xứ Valois, con trai thứ hai còn sống đến tuổi trưởng thành của Vua Philippe III của Pháp. Danh hiệu ngai vàng của họ được dựa trên một tiền lệ vào năm 1316 (sau đó được quy về hồi tố theo đạo luật kế vị Salic), qua đó không công nhận phụ nữ (Juana II của Navarra - con gái vua Pháp), cũng như không công nhận hậu duệ nam thông qua một dòng nữ (Edward III của Anh - con trai của con gái vua Pháp là Isabelle của Pháp) được lên ngai vàng Pháp.
Sau khi nắm giữ ngai vàng trong hơn 3 thế kỷ, dòng hậu duệ nam nhà Valois tuyệt tự và Nhà Bourbon kế vị với tư cách là nhánh phụ nhánh tồn tại lâu đời của triều đại Capet. Vương tộc Bourbon tồn tại lâu đời hơn Vương tộc Valois, nhưng thời gian trị vì tại Pháp vẫn ngắn hơn.

## Sự kế thừa gấp gáp
Vương triều Capet dường như an toàn trong và cả sau thời kỳ trị vì của Vua Philippe IV từ 1285 đến 1313. Philippe đã để lại ba người vương tử còn sống (Louis, Philippe và Charles) và một vương nữ (Isabelle). Nhưng vấn đề bắt đầu trở nên phức tạp khi mỗi người con trai đều lần lượt trở thành vua, nhưng mỗi người đều chết trẻ mà không có vương tử thừa kế, chỉ để lại những vương nữ không thể kế thừa ngai vàng theo truyền thống. Khi Charles IV qua đời vào năm 1328, sự kế vị của Pháp trở nên rối loạn và khó khăn hơn.
Năm 1328, xuất hiện ba ứng cử viên được tuyên bố chính đáng cho ngai vàng:
1. Philippe, Bá tước Valois, con trai của Charles xứ Valois, người thừa kế gần nhất trong dòng dõi nam giới và là cháu nội của vua Philippe III. Vì cha của ông là em trai của vua Philippe IV, do đó là cháu gọi bằng bác của Philip IV và là em họ của Louis X, Philip V và Charles IV. Hơn nữa, Charles IV đã chọn ông làm nhiếp chính trước khi qua đời.
2. Juana II của Navarra, con gái của Louis X. Mặc dù Philippe V đã sử dụng vị trí của cháu gái để lên ngôi trước vào năm 1316, nhưng Juana vẫn có một tuyên bố mạnh mẽ với tư cách là người thừa kế, cháu nội của Philip IV, và gia đình họ ngoại của bà ban đầu đã ủng hộ bà. Bà tự đứng lên tuyên bố mình có thể lên ngôi sau cái chết của vua cha Louis X. Nhưng cuối cùng, bà chỉ được làm Nữ vương Vương quốc Navarra thay vì Pháp, và từ đó vương quốc Navarra có thể được chuyển giao cho những người thừa kế nữ mà không gặp phải cản trở nào.
3. Edward III của Anh, con trai của Isabelle của Pháp, con gái duy nhất còn sống của Philippe IV, qua đó là cháu ngoại của Philippe IV. Edward tuyên bố ứng cử ngai vàng Pháp với tư cách là cháu ngoại của Philippe IV.

Bởi vì ngoại giao và thương lượng đã thất bại, Edward III sẽ phải dùng vũ lực để chống lại các yêu sách của mình nhằm giành được ngai vàng của Pháp. Trong một vài năm, Anh và Pháp duy trì một nền hòa bình không dễ dàng. Cuối cùng, xung đột leo thang giữa hai vị vua dẫn đến việc Vua Philippe VI tịch thu Công quốc Aquitaine (1337). Thay vì bày tỏ lòng kính trọng đối với nhà vua Pháp như tổ tiên ông đã làm, Edward tuyên bố rằng bản thân ông là vị vua hợp pháp của nước Pháp. Những sự kiện này đã bùng phát Chiến tranh Trăm năm (1337-1453) giữa Anh và Pháp. Mặc dù cuối cùng nước Anh không thắng được cuộc xung đột kéo dài đó, nhưng các quốc vương Anh và Liên hiệp Anh cho đến năm 1801 vẫn tiếp tục duy trì ngòi nổ chiến tranh âm ỉ với Pháp, ít nhất là về mặt chính thức một yêu sách đối với ngai vàng của Pháp.

## Chiến tranh trăm năm
Chiến tranh Trăm năm có thể được coi là một cuộc chiến tranh kế vị ngai vàng Pháp kéo dài giữa hai nhà Valois và Plantagenet. Thời kỳ đầu trị vì của Philippe VI là một thời kỳ đầy hứa hẹn đối với nước Pháp. Vị vua mới đã chiến đấu với Flemings thay mặt cho thuộc hạ của mình, bá tước Flanders, và khôi phục quyền lực của bá tước đó. Sự gây hấn của Edward III chống lại Scotland, một đồng minh của Pháp, đã khiến Philippe VI phải tịch thu Guyenne. Trong quá khứ, các vị vua Anh sẽ phải phục tùng Vua Pháp. Nhưng Edward, hậu duệ của các vị vua Pháp, đã tuyên bố ngai vàng của vương quốc Pháp cho chính mình. Vương quốc Pháp khi đó đang ở đỉnh cao quyền lực. Không một ai tin rằng một nhà vua Anh có thể thực hiện tốt yêu sách của mình đối với Pháp.
Chiến lược ban đầu của Edward là liên minh với Flanders và các hoàng tử của Đế quốc. Các liên minh hao tốn rất nhiều tài sản mà không hiệu quả. Trong khi đình chiến, các vị vua Pháp và Anh đã can thiệp vào Chiến tranh Kế vị Breton. Năm 1346, Edward xâm lược Pháp và cướp phá vùng nông thôn thay vì cố gắng nắm giữ lãnh thổ. Các lực lượng của Pháp do Philip VI chỉ huy đã đối đầu với Edward III trong trận Crécy, dẫn đến một thất bại nặng nề và nhục nhã cho người Pháp. Mặc dù vậy, điều mà Edward có thể kiếm được nhiều nhất từ chiến thắng của mình chỉ là việc chiếm được Calais.
Jean II kế vị cha mình là Philippe VI vào năm 1350. Carlos II của Navarra, thành viên thuộc nhánh phụ Évreux của vương tộc Capet, là một người khao khát và muốn nối ước mơ lên ngôi Pháp dở dang của mẹ mình là Juana II. Carlos cũng là hậu duệ cao cấp của Philippe IV của Pháp. Lập trường của Charles thường lung lay, cuối cùng lui về trung lập giữa cả hai quốc vương Pháp và Anh, bởi vì ông ta sẵn sàng đổi phe bất cứ khi nào phù hợp với sở thích và quyền lợi của mình. Năm 1356, Edward, Vương tử đen, con trai cả và là người thừa kế của Edward III, dẫn đầu một đội quân đến một chevauchée ở Pháp. Jean cố truy đuổi Hoàng tử đen, hiện đang cố gắng tránh chiến đấu với lực lượng vượt trội của nhà vua Pháp. Các cuộc đàm phán được mở ra nhưng liên tục đổ vỡ. Trong trận Poitiers, quân Pháp phải chịu một thất bại nhục nhã khác, và vua của họ bị bắt. Edward hy vọng tận dụng chiến thắng bằng cách xâm lược nước Pháp và đăng quang tại Reims. Nhưng thủ lĩnh mới, Dauphin Charles, đã tránh được một trận chiến khốc liệt khác, và thành phố Reims phải chịu đựng cuộc bao vây. Trong Hiệp ước Brétigny, nhà vua Anh đã giành được Aquitaine mở rộng với toàn quyền bộ chủ quyền, nhưng buộc phải từ bỏ công quốc Touraine, các quận Anjou và Maine, quyền thống trị của Brittany và của Flanders, và tuyên bố của ông với ngai vàng của Pháp.
Charles V lên ngôi vua vào năm 1364. Ông ủng hộ Henry xứ Trastámara trong Nội chiến Castilian, trong khi Vương tử đen ủng hộ vị vua trị vì Peter của Castile. Hoàng tử đen đã thắng, nhưng Peter từ chối thanh toán chi phí của mình. Hoàng tử áo đen đã cố gắng thu hồi khoản lỗ của mình bằng cách tăng thuế ở Aquitaine, điều này khiến họ phải thỉnh cầu Vua nước Pháp. Chiến tranh đã được đổi mới. Người Pháp phục hồi các lãnh thổ của họ hết nơi này đến nơi khác. Khi Charles qua đời vào năm 1380, chỉ còn lại Calais, Bordeaux và Bayonne là của người Anh.
Các gia đình lớn thời cổ đại của quý tộc phong kiến phần lớn đã bị thay thế bởi một tầng lớp quyền lực không kém - các hoàng thân trong dòng máu hoàng tộc. Với việc tịch thu Guyenne, người duy nhất còn lại không phải người hoàng tộc Capetian là các Bá tước Flanders. Các công tước Montfort của Brittany, các nhà Évreux và Bourbon, và các hoàng tử của Nhà Valois hầu như tạo thành tầng lớp quý tộc lớn của vương quốc.
Năm 1415, Henry V của Anh, chắt của Edward III, xâm lược Pháp trở lại. Trong trận Agincourt, phe Armagnac chiến đấu với quân Anh và bị tiêu diệt. Các công tước của Orléans và Bourbon bị bắt, và đảng Burgundy lên ngôi ở Paris. Henry tiến hành chinh phục Normandy. Phe Armagnac đã ám sát Công tước Jean I xứ Bourgogne, chính một sự trả thù muộn màng cho vụ ám sát Louis I, Công tước xứ Orléans. Công tước mới, Philippe, đã liên minh với người Anh. Trong Hiệp ước Troyes, Henry V của Anh trở thành nhiếp chính của Pháp và là người thừa kế ngai vàng. Ông cũng kết hôn với Catherine của Pháp, con gái của vua Pháp. Dauphin Charles đã bị tước quyền thừa kế một cách ngỡ ngàng. Để đảm bảo tính hợp pháp cao hơn, hiệp ước đã được khối tài sản phê chuẩn vào cuối năm đó.
Chấp nhận Hiệp ước thành Troy sẽ là sự phủ nhận tính hợp pháp của người Valois. Trong khi nước Anh đã quen với việc thay đổi các vị vua của mình, thì người Pháp phần lớn tuân theo các vị vua của họ. Hiệp ước chỉ được công nhận ở các vùng lãnh thổ do Anh kiểm soát ở miền bắc nước Pháp, và bởi các công tước đồng minh của Burgundy và Brittany. Henry V qua đời trước người cha vợ đau yếu bị tâm thần của mình, Charles VI, và cũng để lại tương lai của công quốc Lancaster của Pháp trong tay đứa con trai sơ sinh Henry VI của Anh, và em trai ông là John, Công tước xứ Bedford.
Khả năng lãnh đạo của công tước xứ Bedford đã ngăn cản Charles VII giành lại quyền kiểm soát miền bắc nước Pháp. Năm 1429, Jeanne xứ Arc đã thành công trong việc bao vây Orléans và đưa nhà vua lên ngôi tại Reims, một chiến thắng tuyên truyền quan trọng của Pháp. Các cuộc tranh giành quyền lực giữa Bedford, anh trai Humphrey, Công tước xứ Gloucester, và chú của họ là Hồng y Beaufort đã cản trở nỗ lực chiến tranh của người Anh. Công tước của Burgundy bị xa lánh bởi những sai lầm của công tước Gloucester, nên đã hòa giải với Vua Pháp trong Hiệp ước Arras năm 1435. Công tước cũng Bedford qua đời cùng năm đó.
Các bên tham chiến đã sắp xếp các cuộc chiến dài, trong đó nhà vua Pháp chuẩn bị cho việc đổi mới chiến tranh, trong khi người Anh thả lỏng và tạm nghỉ thu các loại thuế mới. Đến năm 1450, người Pháp tái chiếm Normandy và Guyenne vào năm sau. Một nỗ lực cuối cùng của người Anh nhằm khôi phục những tổn thất của họ đã bị kết thúc bằng thất bại quyết định trong trận Castillon vào năm 1453. Với chiến thắng này, người Anh đã bị trục xuất khỏi toàn bộ nước Pháp, ngoại trừ Calais. Sự kế vị của triều Valois đã được công nhận và duy trì.

## Tập trung quyền lực
Với việc trục xuất người Anh, Charles VII đã tái lập vương quốc của mình với tư cách là một cường quốc hàng đầu của Tây Âu. Ông đã tạo ra đội quân thường trực đầu tiên của Pháp kể từ thời La Mã, và hạn chế quyền lực của giáo hoàng trong Nhà thờ Gallican bởi Sự trừng phạt thực dụng của Bourges. Nhưng những năm tháng sau này của ông đã bị tàn phá bởi những cuộc cãi vã với con trai cả và người thừa kế, Dauphin Louis, một người không chịu nghe lời ông. Dauphin bị trục xuất khỏi tòa án vì những âm mưu của mình, và không bao giờ trở về Pháp cho đến khi cha qua đời.
Louis XI kế vị cha mình vào năm 1461. Vào đầu triều đại của mình, Louis đã đảo ngược các chính sách của cha mình, bãi bỏ Chế tài thực dụng để làm hài lòng giáo hoàng và loại bỏ các đội quân thường trực mà ông không tin tưởng, cũng như ủng hộ lính đánh thuê Thụy Sĩ. Lúc còn tư cách là một hoàng tử, ông đã chống lại giới quý tộc chống lại cha mình, nhưng với tư cách là một vị vua, ông thấy rằng quyền lực của mình chỉ có thể được duy trì bằng cách khuất phục họ. Ông là kẻ thù truyền kiếp của Charles, Bá tước xứ Charolais, và sau này là Công tước xứ Bourgogne. Năm 1465, Liên minh Public Weal, một liên minh của các hoàng tử phong kiến, bao gồm Công tước Charles xứ Berry, em trai của nhà vua, cùng với Bá tước Charolais, Công tước xứ Bretagne, Bourbon, Lorraine (khi đó là thành viên của Nhà Anjou), và một số người khác, đã cố gắng khôi phục các đặc quyền thời phong kiến của họ. Louis lo sợ sự leo thang mở rộng hơn nữa của cuộc xung đột chống lại liên minh đáng gờm này. Để có được hòa bình, ông đã nhượng bộ tất cả các yêu cầu của họ, bao gồm cả Công quốc Normandy cho em trai mình, nơi mang theo một phần ba các cơ quan quan trọng của nhà nước.
Louis hiếm khi dựa vào vận may của mình trong chiến tranh mà dựa vào tài mưu lược và tài ngoại giao. Ông duy trì quyền lực của mình bằng cách trả lương hưu cho những người có vị trí tốt trong triều đình của các chư hầu và ở các bang lân cận. Ông đã chiếm lại Normandy từ em trai mình ngay từ cơ hội đầu tiên. Ông mua đứt Edward IV của Anh để ngăn chặn việc tấn công Pháp. Ông cũng kích động các cuộc nổi dậy trong các thống trị của người Bourgogne. Sau cái chết của Charles xứ Bourgogne vào năm 1477, ông chiếm giữ công quốc Bourgogne, nơi ông tuyên bố là một thái ấp hoàn nguyên, mặc dù khoản tài trợ ban đầu không quy định việc loại trừ những người thừa kế là nữ. Nhưng cuộc hôn nhân của Marie I xứ Bourgogne, nữ hậu duệ thừa kế của Charles, với Maximilian của Áo sẽ chứng tỏ có hậu duệ cho các thế hệ sau. Năm 1481, nam nhân cuối cùng của Nhà Anjou qua đời, giao tất cả tài sản của Angevin cho nhà vua. Vào cuối triều đại của ông, quyền lực hoàng gia đã trở nên tuyệt đối bảo toàn ở Pháp.

## Trong chiến tranh nước Ý
Charles VIII kế vị cha mình vào năm 1483, ở tuổi 13. Trong thời kỳ thiểu số của ông, các quý tộc một lần nữa cố gắng giành lấy quyền lực, nhưng họ đã bị đánh bại bởi chị gái của Charles là Anne của Pháp. Cuộc hôn nhân của Charles với Anne của Brittany đã ngăn cản sự bao vây hoàn toàn của hoàng tộc Habsburg trong tương lai đối với nước Pháp.
Là người thừa kế của vương tộc Nhà Anjou, Charles VIII quyết định tuyên bố chủ quyền của mình đối với Vương quốc Naples. Đó là sự khởi đầu của các cuộc Chiến tranh Ý. Vào tháng 9 năm 1494 Charles xâm lược Ý với 25.000 người và đạt được mục đích nhất định của mình vào ngày 22 tháng 2 năm 1495 mà hầu như không bị phản đối. Tốc độ và sức mạnh của cuộc tiến công của nước Pháp đã khiến các cường quốc của Ý khiếp sợ. Liên minh Venice, bao gồm các nước Cộng hòa Venice và Florence, các Công tước của xứ Milan và Mantua, các vị Vua của Tây Ban Nha và Naples, Hoàng đế và Giáo hoàng, đã đoàn kết chống lại người Pháp. Charles, vị vua không muốn bị mắc kẹt ở Naples, đã phải đứng lên chiến đấu chống lại họ trong trận Fornovo. Charles đã thành công trong việc trở về Pháp, nhưng tất cả các cuộc chinh phạt và chiến lợi phẩm của ông đã bị mất. Những món nợ mà ông gánh chịu cho chiến dịch đã ngăn cản ông tiếp tục cuộc chiến, và ông qua đời trong một vụ tai nạn vào năm 1498. Sau khi băng hà, nhánh chính của Nhà Valois tuyệt chủng. Ông được kế vị bởi người anh họ của mình, Công tước xứ Orleans, Louis XII của Pháp.
Louis XII kết hôn với người vợ góa của vị vua tiền nhiệm, Anne xứ Brittany, nhằm giữ lại tỉnh đó cho Pháp. Vị vua mới cũng tiếp tục chính sách của người tiền nhiệm ở Ý. Các Công tước của xứ Orleans là hậu duệ của Valentina Visconti, và thông qua bà đã tuyên bố Công quốc Milan. Từ năm 1499 đến năm 1512, ngoại trừ một thời gian ngắn vào năm 1500, Louis XII là Công tước của Milan. Hoạt động quân sự của Pháp tiếp tục ở Ý, với nhiều liên đoàn được thành lập để chống lại quyền lực thống trị. Louis qua đời mà không có con trai, và được kế vị bởi con rể của ông, Francis xứ Angoulême, người trở thành Francis I của Pháp vào năm 1515.
Francis I thuộc nhánh chính của gia tộc Orleans. Trong trận Marignano, Francis đánh bại người Thụy Sĩ, kẻ đã lật đổ người tiền nhiệm khỏi Milan, và nắm quyền kiểm soát công quốc. Trong Cuộc bầu cử của Hoàng gia năm 1519, các vị vua của Tây Ban Nha, Pháp và Anh đã tranh giành danh hiệu hoàng gia. Vua Tây Ban Nha là cháu nội của vị hoàng đế đã qua đời, nhưng các cử tri cho rằng ông là một người ngoại quốc giống như vua Pháp. Các vị vua phải dùng đến hối lộ, và vua Tây Ban Nha trở thành Charles V, Hoàng đế La Mã Thần thánh.
Việc nhà vua Tây Ban Nha được bầu chọn lên ngai vàng đã khiến ông trở thành quốc vương đầu tiên ở châu Âu sở hữu cả về danh hiệu và quyền lực thực tế. Bực tức, vua Pháp yêu cầu hoàng đế phải tỏ lòng kính trọng đối với xứ Flanders và Artois; hoàng đế đáp lại bằng cách khẳng định lại yêu sách của mình đối với công quốc Bourgogne. Sự cạnh tranh của hoàng gia Pháp với nhà Habsburgs thống trị phần còn lại của thế kỷ XVI. Hoàng đế chiếm Milan từ tay người Pháp vào năm 1521. Vua Anh và giáo hoàng ủng hộ hoàng đế. Nước Pháp bị bao vây bởi kẻ thù tứ phía. Những rắc rối trong nước dẫn đến sự đào tẩu của Charles III, Công tước xứ Bourbon và Constable của Pháp, lên ngôi hoàng đế. Năm 1525, trong trận Pavia, quân Pháp bị đánh bại và nhà vua bị bắt. Francis được trả tự do thông qua Hiệp ước Madrid, trong đó ông từ bỏ các yêu sách ở Naples và Milan, đầu hàng Bourgogne cho Tây Ban Nha, từ bỏ chủ quyền đối với Flanders và Artois, và từ bỏ hai người con trai của mình làm con tin. Francis từ chối hiệp ước. Thường thấy mình đơn độc trong cuộc đấu tranh chống lại hoàng đế, Francis đã thành lập liên minh Pháp-Ottoman với quốc vương, dẫn đến vụ tai tiếng của Cơ đốc giáo châu Âu. Đức Phanxicô ủng hộ việc cải đạo của các hoàng tử Đức sang đạo Tin lành, vì nó làm gia tăng các đồng minh tiềm năng của ông chống lại hoàng đế. Trong chính quyền thống trị của mình, những người theo đạo Tin lành đã bị đàn áp.
Henry II kế vị ngai vàng vào năm 1547. Ông tiếp tục các chính sách của cha mình, cũng như những người kế vị. Ông đã đàn áp những người theo đạo Tin lành trong vương quốc của mình, trong khi những người theo đạo Tin lành ở nước ngoài là đồng minh của ông. Henry chiếm được ba giám mục của Metz, Toul và Verdun. Các cuộc tấn công của Pháp đã thất bại ở Ý. Năm 1556, Charles V thoái vị, chia cắt quyền thống trị Habsburg giữa con trai ông, Philip II của Tây Ban Nha, người đã giành được Tây Ban Nha và các nước yếu, và anh trai Ferdinand I, người trở thành hoàng đế. Người Pháp chiếm lại Calais sau khi Anh liên minh với Tây Ban Nha. Hiệp ước hòa bình Cateau-Cambrésis (1559) đã kết thúc các cuộc Chiến tranh ở Ý. Người Pháp đã mất tất cả các lãnh thổ Ý của họ ngoại trừ Saluzzo, và được xác nhận là thuộc quyền sở hữu của Calais và ba giám mục. Đó là một chiến thắng ngoại giao cho Philip II, người đã từ bỏ những gì thuộc về mình. Nhà vua Tây Ban Nha giữ lại Franche-Comté và được xác nhận quyền sở hữu của ông đối với Milan, Naples, Sicily, Sardinia và Bang Presidi, khiến ông trở thành người cai trị quyền lực nhất ở Ý.

## Các cuộc chiến tranh tôn giáo của Pháp
Giai đoạn cuối cùng của sự cai trị nhà Valois ở Pháp được đánh dấu bằng các cuộc Chiến tranh Tôn giáo của Pháp. Henry II qua đời khi bị bệnh lao vào năm 1559. Con trai cả và người thừa kế của ông, Francis II kế vị ngai vàng. Vị vua mới đã trở thành Vương phu của Scotland theo quyền của vợ ông, Mary, Nữ hoàng Scotland. Họ ngoại của nữ hoàng, hoàng tộc Guise đạt được một sự thăng tiến hơn so với vị vua trẻ.
Hoàng tộc Guise là một nhánh nhỏ của hoàng tộc công quốc Lorraine. Họ tuyên bố có nguồn gốc từ Charlemagne và có thiết kế phù hiệu trên ngai vàng của Pháp. Họ coi Vương tộc Bourbon, các hoàng tử chong dòng máu như kẻ thù không đội trời chung của họ. Hoàng tộc Bourbon dẫn đầu, anh em Antoine, Vua của Navarre, và Louis, Hoàng tử Condé, là những người theo đạo Tin lành. Nhà Guise tự nhận mình là nhà vô địch của chính nghĩa Công giáo. Họ đã làm vấn đề quan trọng hoá đến mức đến mức xử tử Condé khi vị vua trẻ qua đời.
Với sự kế vị của con trai út Charles IX vào năm 1560, Caterina de' Medici đã điều động để cân bằng quyền lực. Bà trả tự do cho xứ Condé, với hy vọng sử dụng nhà Bourbons làm đối trọng chống lại nhà Guises. Antoine của Navarre cải sang Công giáo và trở thành Trung tướng của Vương quốc. Vụ thảm sát Vassy đã châm ngòi cho cuộc chiến tranh tôn giáo "đầu tiên" giữa người Công giáo và người Huguenot. Vua Navarre và các công tước Guise đã chết trong cuộc chiến này. Anne xứ Montmorency, Constable của Pháp, là nạn nhân thương vong đáng chú ý trong cuộc chiến thứ hai. Condé chết trong cuộc chiến thứ ba. Người Huguenot đã không thể giành được một chiến thắng thực sự, nhưng có thể giữ một đội quân trên thực địa.
Henry, Vua của Navarre, kết hôn với Marguerite của Pháp, em gái của Charles IX, vào năm 1572. Cuộc hôn nhân vốn được kỳ vọng là sẽ hòa giải giữa những người theo đạo Tin lành và Công giáo, nhưng đã được chứng minh là một sự thất vọng. Vụ thảm sát Ngày Thánh Bartholomew xảy ra sau đó khi những người Huguenot đổ xô đến Paris dự đám cưới đã bị thảm sát hàng loạt. Vua Navarre và xứ Condé được tha, buộc phải cải đạo và bị giam giữ. Cảm giác tội lỗi vì đã để xảy ra vụ thảm sát sẽ ám ảnh Charles trong suốt quãng đời còn lại. Năm 1573, em trai của nhà vua, Henry, Công tước của Anjou, được bầu làm Vua của Ba Lan.
Năm 1574, chỉ ba tháng sau khi Henry đăng quang làm Vua của Ba Lan, ông kế vị ngai vàng của Pháp với danh xưng Henry III. Năm sau, người em trai họ duy nhất còn lại của nhà vua, Công tước Alençon, bỏ trốn khỏi triều đình và gia nhập với Condé và Navarre. Mối đe dọa tổng hợp này buộc nhà vua mới phải chấp nhận các yêu cầu của quân nổi dậy. Alençon được phong làm Công tước của Anjou. Sự nhượng bộ đối với người Huguenot đã làm mất lòng tin của những người Công giáo, những người đã thành lập Liên đoàn Công giáo. Liên minh được lãnh đạo bởi các hoàng tử của Nhà Lorraine - các công tước của Guise, Mayenne, Aumale, Elboeuf, Mercœur và Lorraine, được sự hỗ trợ của Tây Ban Nha. Người Huguenot trấn giữ phía tây nam và liên minh với Anh và các hoàng thân của Đức. Cái chết của anh trai nhà vua, vào năm 1584, có nghĩa là Vua Navarre và Huguenot đã trở thành người thừa kế ngai vàng của Pháp. Bị áp lực bởi Liên đoàn Công giáo, nhà vua ban hành Hiệp ước Nemours, cấm đạo Tin lành và khiến những người theo đạo Tin lành không có khả năng nắm giữ chức vụ hoàng gia.
Trong cuộc Chiến tranh của Ba người tên Henry, những người bảo hoàng do nhà vua lãnh đạo, những người Huguenot do Henry của Navarre lãnh đạo và Liên đoàn Công giáo do Henry xứ Guise lãnh đạo, đã đấu tranh ba bên để giành quyền kiểm soát nước Pháp. Sau sự sỉ nhục của Ngày rào cản, Henry III bỏ trốn khỏi Paris. Henry Guise đã vào Paris chống lại lệnh cấm rõ ràng của ông; ông quyết tâm ám sát công tước một cách táo bạo. Vụ ám sát của xứ Guise đã thu hút sự chú ý của Liên đoàn Công giáo. Henry III tìm kiếm liên minh với Navarre. Hai vị vua đang chuẩn bị đánh chiếm Paris với đội quân hùng hậu của họ, thì nhà vua Pháp thất thủ bởi bàn tay của một sát thủ. Với cái chết của ông, dòng dõi nam giới của Nhà Valois đã hoàn toàn bị tuyệt tự, sau khi trị vì 261 năm ở Pháp.

## Sự kế vị
Vương tộc Bourbon bắt nguồn từ năm 1272, khi con trai út của Vua Louis IX kết hôn với người thừa kế của lãnh chúa Bourbon. Hoàng tộc Bourbon tiếp tục tồn tại trong ba thế kỷ như một nhánh phụ, trị vì như những nhà quý tộc dưới thời các vị vua Capet và Valois.
Năm 1589, khi vua Henri III của Pháp qua đời, nhà Valois tuyệt tự hậu duệ nam. Theo luật Salic, Người đứng đầu vương tộc Bourbon, với tư cách là đại diện cấp cao của nhánh phụ còn tồn tại của triều đại Capetian, sẽ được trở thành Vua của Pháp với danh xưng Henri IV.

## Những vị vua Pháp từ Vương tộc Valois

### Valois (nhánh chính)
- Philippe VI, Người may mắn, trị vì từ 1328–1350, con trai của Charles xứ Valois.
- Jean II, Người tốt, trị vì từ 1350–1364
- Charles V, Người khôn ngoan, trị vì từ 1364–1380
- Charles VI, Người yêu quý, hay còn gọi là Kẻ điên loạn 1380–1422
- Charles VII, Người chiến thắng hay còn gọi là Ông vua anh minh, trị vì từ 1422–1461
- Louis XI, Kẻ thận trọng, trị vì từ 1461–1483
- Charles VIII, Người đáng yêu, trị vì từ 1483–1498

### Valois-Orléans
- Louis XII, Người cha của của nhân dân, trị vì từ 1498–1515, chắt của Charles V của Pháp

### Valois-Angoulême
- François I, trị vì từ 1515–1547, con của chắt của Charles V của Pháp.
- Henri II, trị vì từ 1547–1559
- François II, trị vì từ 1559–1560
- Charles IX, trị vì từ 1560–1574
- Henri III, trị vì từ 1574–1589

Việc áp dụng Luật Salic có nghĩa là với sự tuyệt tự của dòng dõi nam giới nhà Valois, nhà Bourbons sẽ kế vị ngai vàng với tư cách là hậu duệ của Louis IX.

## Vua của Khối thịnh vượng chung Ba Lan – Litva từ Vương tộc Valois
- Henri III của Pháp, trị vì từ 1573–1574

## Các chức danh quan trọng khác do Nhà Valois nắm giữ
Các khoảng thời gian trong ngoặc xin hiểu là thời gian trị vì của chức danh, không phải năm sinh năm mất.

### Bá tước xứ Valois
Nhà Valois
- Charles, bá tước trị vì từ 1284–1325

### Hoàng đế La tinh của Constantinople
Nhà Valois
- Charles, hoàng đế với tư cách theo vợ (jure uxoris), trị vì từ 1301–1307, xem Charles xứ Valois ở trên.

Nhà Valois–Courtenay
- Catherine II, Latin Empress, hoàng hậu trên danh nghĩa, trị vì từ 1307–1346, con gái của Charles xứ Valois.

### Công tước và bá tước xứ Alençon
Nhà Valois
- Charles I, bá tước trị vì từ 1291–1325, xem Charles xứ Valois ở trên.

Nhà Valois-Alençon
- Charles II, bá tước trị vì từ 1325–1346, con trai thứ 2 của Charles xứ Valois
- Charles III, bá tước trị vì từ 1346–1361
- Peter II, bá tước trị vì từ 1361–1391
- John I, bá tước trị vì từ 1391–1414
- John I, công tước trị vì từ 1414–1415
- John II, công tước trị vì từ 1415–1424 và từ 1449–1474
- René I, công tước trị vì từ 1478–1492
- Charles IV, công tước trị vì từ 1492–1525

### Công tước và bá tước xứ Anjou
Nhà Valois-Anjou
- Louis I, trị vì từ 1360–1383 (cũng là vua của Jerusalem và Naples với danh xưng Louis I), con trai thứ 2 của Jean II của Pháp
- Louis II trị vì từ 1377–1417 (cũng là vua Naples với danh xưng Louis II)
- Louis III 1403–1434, (cũng là vua Naples với danh xưng Louis III)
- René I 1409–1480, (cũng là vua Naples với danh xưng René I)
- Charles IV 1436–1481, (cũng là vua của Jerusalem và Naples với danh xưng Charles IV)

### Công tước xứ Bourgogne
Nhà Valois-Bourgogne
- Philippe II Người Táo bạo, trị vì từ 1363–1404, con trai thứ 4 của Jean II của Pháp
- Jean I Người Dũng Cảm, trị vì từ 1404–1419
- Philippe III Người Tốt Bụng, trị vì từ 1419–1467
- Charles I Người Liều Lĩnh, trị vì từ 1467–1477
- Marie I Người Giàu Có, trị vì từ 1477–1482

### Công tước xứ Brabant
Nhà Valois-Burgundy-Brabant
- Anthony I (1406–1415), Con trai thứ 2 của Philip Táo bạo
- John IV (1415–1427)
- Philip I (1427–1430)

### Bá tước xứ Nevers
Nhà Valois-Burgundy-Nevers
- Philip II (1404–1415), Con trai thứ 3 của Philip Táo bạo
- Charles I (1415–1464)
- John II (1464–1491)

### Công tước xứ Orléans
Nhà Valois
- Philip, Công tước Orléans (1344–1375)

Nhà Valois-Orléans
- Louis I, Công tước xứ Orléans (1392–1407), con trai út của Charles V của Pháp.
- Charles I, Công tước xứ Orléans (1407–1465)
- Louis II, Công tước xứ Orléans (1465–1515), về sau lên ngôi vua Pháp với danh xưng Louis XII

### Công tước xứ Bretagne
Nhà Valois–Orléans
- Claude, nữ công tước, (1514–1524), con gái của Louis XII của Pháp và Anne xứ Bretagne

Nhà Valois-Orléans-Angoulême
- Francis III, Công tước xứ Bretagne, công tước (1524–1536), con trai của Claude
- Henri, công tước (1536–1547), em trai Francis III, về sau lên ngôi vua Pháp với danh xưng Henry II

### Bá tước xứ Angoulême
Nhà Valois-Orléans-Angoulême
- John, Bá tước xứ Angoulême (1399–1467), con trai út của Louis I, Công tước xứ Orléans
- Charles, Bá tước xứ Angoulême (1459–1496)
- Francis, Bá tước xứ Angoulême (1494–1547), về sau lên ngôi vua Pháp với danh xưng Francis I

## Nhánh phụ bất hợp pháp
Dưới đây là những nhánh hoàng tộc bất hợp pháp từ những đứa con ngoài giá thú của thành viên trong Vương tộc Valois, theo nguyên tắc sẽ không được thừa kế hay được hưởng bất cứ gì từ những chức vụ mà người phụ huynh nắm giữ.
- Nhà Valois-Dunois, bá tước xứ Longueville (xem Jean de Dunois), hậu duệ của một con trai ngoài giá thú của Louis I, Công tước xứ Orleans
- Nhà Valois-Saint-Remy, bá tước xứ Saint-Rémy (xem Jeanne of Valois-Saint-Rémy), hậu duệ của một con trai ngoài giá thú của Henry II của Pháp.

## Các dạng danh hiệu tôn xưng
Các hình thức xưng hô dành cho các vị vua và hoàng tử của Valois có thể kể đến bao gồm "Vua Thiên chúa giáo của Pháp", "Dauphin", "Bệ hạ", "Bệ hạ Vương giả nhất",...